# Мельстер Ольга Володимирівна
О́льга Володи́мирівна Ме́льстер (1991—2022) — українська військовослужбовиця, учасниця російсько-української війни.

## Життєпис
Народилася 1 січня 1991 року в місті Кіровоград. Навчалася на мистецькому факультеті педагогічного університету імені Володимира Винниченка. Вже на першому курсі почала працювати — в ювелірній майстерні; бакалаврат закінчила із відзнакою. Дипломну роботу — декоративні вази з глини «Плин часу» — університет передав у художній музей. Почала виготовляти пряники; вироби відправляла в Іспанію, Польщу та Чехію. Пекла смакоту для військових, онкохворих дітей, безхатченків. Коли почалася пандемія коронавірусу, здійснювала онлайн-курси із виготовлення пряників.
Після початку повномасштабного вторгнення разом зі своїм чоловіком долучилися до захисту України в лавах ТрО. Проходили службу у 121 ОБрТрО.
Загинула Ольга разом зі своїм чоловіком Мельстер Тарасом Юрійовичем, 21 червня 2022 року біля селища Борівське Луганської області. Похована на Далекосхідному кладовищі у Кропивницькому.

## Нагороди
- Орден «За мужність» III ступеня[2].